# Parti du progrès populaire
Le Parti du progrès populaire (en anglais, People's Progress Party) est un parti politique en Papouasie-Nouvelle-Guinée.
Il est fondé le 11 novembre 1969 par Julius Chan et Warren Dutton durant la période d'autonomie politique de ce qui est alors le territoire de Papouasie et Nouvelle-Guinée sous souveraineté de l'Australie. Julius Chan est le Premier ministre de Papouasie-Nouvelle-Guinée de 1980 à 1982 puis de 1994 à 1997, et demeure le chef du parti en 2022. À l'issue des élections de 2022, Sir Julius, en sa qualité de gouverneur de la province de Nouvelle-Irlande et de député de la province au Parlement national, entame son neuvième mandat de député, faisant de lui le parlementaire qui siège depuis le plus longtemps ainsi que le doyen d'âge du Parlement à 82 ans,,.
Le parti prône une autonomie accrue pour les provinces du pays, la gratuité de l'enseignement primaire et secondaire, des aides financières publiques à l'accès de tous à la santé, une participation des populations locales à la gestion des ressources de leurs terres par les entreprises, et un système de microfinance.

## Résultats électoraux
| Année | Sièges   | Élus | Positionnement |
| ----- | -------- | --- | --- |
| 1972  | 11 / 100 | incertain | Gouvernement. Julius Chan est notamment nommé ministre des Finances dans le gouvernement de coalition de Michael Somare. |
| 1977  | 16 / 109 | incertain | Gouvernement. Julius Chan est nommé vice-Premier ministre dans le gouvernement de coalition de Michael Somare. Louis Mona est fait ministre de la Défense, Wiwia Korowei ministre de la Santé, Jacob Lemeki ministre du Travail et des Industries, Gabriel Bakani ministre des Services publics, et Bruce Jephcott ministre des Transports et des Travaux publics. |
| 1982  | 14 / 109 | incertain | Opposition. |
| 1987  | 5 / 109  | Julius Chan, William Ank, Jacob Lemeki, Beona Motawiya, Theodore Tuya | Gouvernement. Sir Julius Chan, seul membre du parti à être intégré à l'exécutif, est le vice-Premier ministre et ministre du Commerce et des Industries dans le gouvernement de coalition de Paias Wingti. |
| 1992  | 10 / 109 | Julius Chan, Herowa Agiwa, Andrew Baing, Albert Kipalan, Paul Mambei, Kevin Masive, Ben Micah, Titus Philemon, Andrew Posai, George Wan                                                                                             | Gouvernement, dans la coalition menée par Paias Wingti. |
| 1997  | 16 / 109 | Herowa Agiwan Yaip Avini, Andrew Baing, Philemon Embel (en), John Kanadi, Mathias Karani, Bitan Kuok, Castan Maibawa, Tukape Masani, Michael Nali, Titus Philemon, Yauwe Riyong, Ginson Saonu, Jimson Sauk, Paul Tohian, George Wan | Gouvernement, dans la coalition menée par Bill Skate. |
| 2002  | 10 / 109 | Andrew Baing, Byron Chan (en), Robert Kopaol, Mark Maipakai, Allan Marat, Michael Nali, Timothy Tala, Petrus Thomas, Paul Tiensten, Guao Zurenuoc (en)                                                                              | Gouvernement, dans la coalition menée par Michael Somare. Entre autres, Allan Marat est nommé vice-Premier ministre. |
| 2007  | 4 / 109  | Julius Chan, Sam Basil, Byron Chan, Bonny Oveyara | Opposition. |
| 2012  | 7 / 111  | Julius Chan, Ezekiel Anisi, Byron Chan, Timothy Masiu, Ben Micah, Titus Philemon, Theo Zurenuoc | Gouvernement, dans la coalition menée par Peter O'Neill. Le parti obtient deux ministères : Byron Chan est le ministre des Mines, et Ben Micah le ministre des Entreprises publiques et des investissements publics. |
| 2017  | 5 / 111  | Julius Chan, Kevin Isifu, Nakikus Konga, Emil Tamur, Johnson Tuke | Gouvernement. Le parti demeure membre de la coalition menée par Peter O'Neill, et obtient trois ministères : Johnson Tuke aux Mines, Kevin Isifu aux Relations avec les provinces, et Emil Tamur à la Culture et au Tourisme. |
| 2022  | 1 / 118  | Julius Chan | Gouvernement, dans la coalition menée par James Marape, sans participation à l'exécutif. |